# DTE Energy
DTE Energy Company, tidigare Detroit Edison, är ett amerikanskt energiföretag som producerar och säljer elektricitet och naturgas till 2,3 miljoner respektive 1,3 miljoner kunder i delstaten Michigan. För 2022 hade DTE kapacitet att producera 11 717 megawatt (MW) elektricitet samt att maximalt ta upp omkring 67,9 miljoner kubikmeter (2,4 miljarder cubic foot) naturgas dagligen.
Företaget äger och driver kärnkraftverket Enrico Fermi Nuclear Generating Station i Monroe County i Michigan.

## Historik
Företaget grundades den 17 januari 1903 som Detroit Edison Company i New York, New York efter att en fusion genomfördes mellan Detroit-företagen Edison Illuminating Company och Peninsular Electric Light Company. På 1950-talet började det anlägga kärnkraftverket Enrico Fermi och dess första kärnreaktor, den kom i drift 1963. Bara tre år senare fick den dock härdsmälta men Detroit Edison lyckades få stopp på det redan efter 20 minuter. Reaktorn stängdes ned för gott 1972. En andra reaktor började byggas samma år och kom i drift 1988. Fram till april 1983 var företaget inkorporerad både i New York och Michigan, under den månaden blev det enbart inkorporerad i Michigan. Den 1 januari 1996 fick Detroit Edison det nuvarande namnet. I september 2008 ansökte man att få uppföra en tredje reaktor på Enrico Fermi och fick tillstånd att göra det av den federala myndigheten Nuclear Regulatory Commission den 30 april 2015. DTE Energy hade då dock inga direkta planer på att uppföra en tredje utan tillståndet var mer för framtiden.